# Xã Assumption, Quận Christian, Illinois
Xã Assumption (tiếng Anh: Assumption Township) là một xã thuộc quận Christian, tiểu bang Illinois, Hoa Kỳ. Năm 2010, dân số của xã này là 1.418 người.